# 馬丁斯洛凱申 (新罕布什爾州)
馬丁斯洛凱申（英語：Martin's Location）是位於美國新罕布什爾州庫斯縣的一個行政鎮區。

## 地方資料
馬丁斯洛凱申的面積為9.73平方千米，當中陸地面積為9.65平方千米，而水域面積為0.08平方千米。根據2020年美國人口普查的數據，當地共有人口2人，而人口密度為每平方千米0.21人。